# 特拉穆托拉
特拉穆托拉（義大利語：Tramutola），是意大利波坦察省的一个市镇。总面积36.48平方公里，人口3212人，人口密度88.0人/平方公里（2009年）。ISTAT代码为076091。